# Malicornay
Malicornay é uma comuna francesa na região administrativa do Centro, no departamento Indre. Estende-se por uma área de 16,17 km². Em 2010 a comuna tinha 197 habitantes (densidade: 12,2 hab./km²).